# The Chronological Classics: Benny Carter and His Orchestra 1929-1933
| Recensione | Giudizio |
| ---------- | -------- |
| AllMusic   | [ 1 ]    |

The Chronological Classics: Benny Carter and His Orchestra 1929-1933 è una Compilation del sassofonista jazz statunitense Benny Carter, pubblicato dall'etichetta discografica francese Classics Records nel 1990.

## Tracce
1. That's How I Feel Today – 2:57 (Don Redman) – Registrato il 18 settembre 1929 a New York
2. Six or Seven Times – 3:20 (Fats Waller, Irving Mills) – Registrato il 18 settembre 1929 a New York
3. Goodbye Blues – 3:17 (Benny Carter) – Registrato il 3 dicembre 1930 a New York
4. Cloudy Skies – 2:55 (Coleman Hawkins) – Registrato il 31 dicembre 1930 a New York
5. Got Another Sweetie Now – 2:58 (Jimmy Harrison) – Registrato il 31 dicembre 1930 a New York
6. Bugle Call Rag – 2:49 (Jack Pettis, Billy Meyers, Elmer Schoebel) – Registrato il 31 dicembre 1930 a New York
7. Dee Blues – 2:54 (Benny Carter) – Registrato il 31 dicembre 1930 a New York
8. Tell All Your Day Dreams to Me – 2:54 (Charles Seitter, Billy James) – Registrato (circa) il 23 giugno 1932 a New York
9. Swing It – 3:11 (Ray Bretz, Ted Weitz) – Registrato il 14 marzo 1933 a New York
10. Synthetic Love – 3:28 (Benny Carter, Irving Mills, Ned Washington) – Registrato il 14 marzo 1933 a New York
11. Six Bells Stampede – 2:39 (Spike Hughes) – Registrato il 14 marzo 1933 a New York
12. Love, You're Not the One for Me – 3:32 (Benny Carter) – Registrato il 14 marzo 1933 a New York
13. Nocturne – 2:57 (Spike Hughes) – Registrato il 18 aprile 1933 a New York
14. Someone Stole Gabriel's Horn – 3:03 (Ned Washington, Edgar Hayes, Irving Mills) – Registrato il 18 aprile 1933 a New York
15. Pastorale – 3:10 (Spike Hughes) – Registrato il 18 aprile 1933 a New York
16. Bugle Call Rag – 2:51 (Jack Pettis, Billy Meyers, Elmer Schoebel) – Registrato il 18 aprile 1933 a New York
17. Arabesque – 3:03 (Spike Hughes) – Registrato il 18 maggio 1933 a New York
18. Fanfare – 2:52 (Tradizionale) – Registrato il 18 maggio 1933 a New York
19. Sweet Sorrow Blues – 3:02 (Tradizionale) – Registrato il 18 maggio 1933 a New York
20. Music at Midnight – 2:42 (Autore sconosciuto) – Registrato il 18 maggio 1933 a New York
21. Sweet Sue - Just You – 2:59 (Will J. Harris, Victor Young) – Registrato il 18 maggio 1933 a New York
22. Air in D Flat – 3:00 (Autore sconosciuto) – Registrato il 19 maggio 1933 a New York
23. Donegal Cradle Song – 3:00 (Spike Hughes) – Registrato il 19 maggio 1933 a New York

## Musicisti
That's How I Feel Today / Six or Seven Times

(The Little Chocolate Dandies)
- Benny Carter - sassofono alto
- Benny Carter - voce in duetto (brano: Six or Seven Times)
- Don Redman - sassofono alto
- Don Redman - voce in duetto (brano: Six or Seven Times)
- Rex Stewart - tromba
- Leonard Ham Davis - tromba
- J. C. Higginbotham - trombone
- Coleman Hawkins - sassofono tenore
- Fats Waller - pianoforte
- Sconosciuto - contrabbasso
- Cyrus St. Clair - tuba
- George Stafford - batteria

Goodbye Blues / Cloudy Skies / Got Another Sweetie Now / Bugle Call Rag / Dee Blues

(Chocolate Dandies)
- Benny Carter - sassofono alto
- Benny Carter - voce (brano: Goodbye Blues)
- Benny Carter - clarinetto (brano: Dee Blues)
- Benny Carter - arrangiamento (brani: Goodbye Blues e Bugle Call Rag)
- Bobby Stark - tromba
- Jimmy Harrison - trombone
- Coleman Hawkins - sassofono tenore
- Horace Henderson - pianoforte
- Benny Jackson - chitarra
- John Kirby - contrabbasso (brano: Goodbye Blues)
- John Kirby - tuba (brani: Cloudy Skies, Got Another Sweetie Now, Bugle Call Rag e  Dee Blues)

Tell All Your Day Dreams to Me

(Benny Carter and His Orchestra)
- Benny Carter - clarinetto, sassofono alto, direttore orchestra
- Ragazza sconosciuta - voce
- Louis Bacon - tromba
- Frank Newton - tromba
- Sconosciuto - tromba
- Dicky Wells - trombone
- Wayman Carver - sassofono alto, flauto
- Chu Berry - sassofono tenore
- Teddy Wilson - pianoforte
- Richard Fullbright - contrabbasso
- Sid Catlett - batteria

Swing It / Synthetic Love / Six Bells Stampede / Love, You're Not the One for Me

(Benny Carter and His Orchestra)
- Benny Carter - tromba, clarinetto, sassofono alto
- Benny Carter - voce (brani: Swing It, Synthetic Love e Love, You're Not the One for Me)
- Shad Collins - tromba
- Leonard Davis - tromba
- Bill Dillard - tromba
- George Washington - trombone
- Wilbur de Paris - trombone
- Howard Johnson - sassofono alto
- Chu Berry - sassofono tenore
- Rod Rodriguez - pianoforte
- Lawrence Lucie - chitarra
- Ernest Hill - contrabbasso
- Sid Catlett - batteria, vibrafono

Nocturne / Someone Stole Gabriel's Horn / Pastorale / Bugle Call Rag

(Spike Hughes and His Negro Orchestra)
- Benny Carter - clarinetto, sassofono alto
- Benny Carter - voce (brano: Someone Stole Gabriel's Horn)
- Spike Hughes - direttore orchestra, arrangiamenti
- Shad Collins - tromba
- Leonard Davis - tromba
- Bill Dillard - tromba
- Dicky Wells - trombone
- Wilbur de Paris - trombone
- George Washington - trombone
- Wayman Carver - clarinetto, sassofono alto
- Howard Johnson - clarinetto, sassofono alto
- Coleman Hawkins - clarinetto, sassofono tenore
- Red Rodriguez - pianoforte
- Lawrence Lucie - chitarra
- Ernest Hill - contrabbasso
- Kaiser Marshall - batteria
- Sidney Catlett - batteria

Arabesque / Fanfare / Sweet Sorrow Blues / Music at Midnight / Sweet Sue - Just You

(Spike Hughes and His Negro Orchestra)
- Benny Carter - clarinetto, sassofono alto
- Spike Hughes - direttore orchestra, arrangiamenti
- Spike Hughes - contrabbasso (brano: Sweet Sue - Just You)
- Henry Allen - tromba
- Leonard Davis - tromba (eccetto nel brano: Sweet Sue - Just You)
- Bill Dillard - tromba (eccetto nel brano: Sweet Sue - Just You)
- Dicky Wells - trombone
- Wilbur de Paris - trombone (eccetto nel brano: Sweet Sue - Just You
- George Washington - trombone (eccetto nel brano: Sweet Sue - Just You
- Howard Johnson - clarinetto, sassofono alto (eccetto nel brano: Sweet Sue - Just You)
- Wayman Carver - clarinetto, sassofono alto, flauto
- Coleman Hawkins - clarinetto, sassofono tenore
- Chu Berry - sassofono tenore
- Luis Russell - pianoforte (eccetto nei brani: Arabesque dove il piano non è usato e Sweet Sue - Just You)
- Red Rodriguez - pianoforte (solo nel brano: Sweet Sue - Just You)
- Lawrence Lucie - chitarra
- Ernest Hill - contrabbasso (eccetto nel brano: Sweet Sue - Just You)
- Sid Catlett - batteria

Air in D Flat / Donegal Cradle Song

(Spike Hughes and His Negro Orchestra)
- Benny Carter - sassofono soprano, doppio sassofono alto
- Spike Hughes - arrangiamenti, direttore orchestra, contrabbasso
- Henry Allen - tromba
- Howard Scott - tromba
- Leonard Davis (o) Bill Dillard - tromba
- Dicky Wells - trombone
- Wilbur de Paris - trombone
- George Washington - trombone
- Howard Johnson - clarinetto, sassofono alto
- Wayman Carver - clarinetto, sassofono alto, flauto
- Coleman Hawkins - clarinetto, sassofono tenore
- Chu Berry - sassofono tenore
- Red Rodriguez - pianoforte
- Lawrence Lucie - chitarra
- Sid Catlett - batteria[2]